# Двійкова пальцева система
Двійкова пальцева система — це система для підрахунку і відображення двійкових чисел на пальцях однієї, або обох  кистях руки. Можна рахувати від 0 до 31 (25−1) користуючись пальцями однієї руки, або від 0 до 1023 (210−1) якщо використовуються обидві руки.

## Механіка
У двійковій системі числення, кожна  цифра має два можливих стану (0 або 1) і кожна наступна цифра представляє все більше  степенів двійки. Примітка: Те, що є лише одним з кількох можливих схем для присвоєння значення 1, 2, 4, 8, 16 і т. д. до пальців, не обов'язково найкраща. Дивіться нижче в ілюстраціях: крайня права цифра підносить до степеня двійку (тобто, це «ті цифри»); цифра зліва від нього представляє двійку першого ступеня (далі «друга цифра»); наступна цифра зліва підносить двійку до другої ступені («четверта цифра»); і так далі. (У десятковій системі числення, по суті, те ж саме, тільки те, що використовуються повноваження десяти: «1 цифра», «10 цифр» «100 цифр» і т. д.)
Можна використовувати анатомічні цифри щоб відображати Цифри за допомогою піднятого пальця, щоб представляти двійкову цифру в степені «1» і опущений палець, щоб представити його в «0». Кожен наступний палець має більш високий ступінь двійки.
З долонь, орієнтованих на обличчі лічильника, значення, коли використовується тільки права рука, є:
|                | Мізинець | Безіменний палець | Середній палець | Указівний палець | Великий палець |
| -------------- | -------- | ----------------- | --------------- | ---------------- | -------------- |
| Степінь двійки | 24       | 23                | 2               | 21               | 20             |
| Значення       | 16       | 8                 | 4               | 2                | 1              |

Коли використовується тільки ліва рука:
|                | Великий палець | Указівний палець | Середній палець | Безіменний палець | Мізинець |
| -------------- | -------------- | ---------------- | --------------- | ----------------- | -------- |
| Степінь двійки | 24             | 23               | 2               | 21                | 20       |
| Значення       | 16             | 8                | 4               | 2                 | 1        |

Коли використовуються обидві руки:
|                | Ліва рука        | Ліва рука       | Ліва рука         | Ліва рука | Ліва рука | Права рука        | Права рука      | Права рука       | Права рука     | Права рука |
| Великий палець | Вказівний палець | Середній палець | Безіменний палець | Мізинець  | Мізинець  | Безіменний палець | Середній палець | Вказівний палець | Великий палець |            |
| -------------- | ---------------- | --------------- | ----------------- | --------- | --------- | ----------------- | --------------- | ---------------- | -------------- | ---------- |
| Степінь двійки | 29               | 28              | 27                | 26        | 25        | 24                | 23              | 2                | 21             | 20         |
| Значення       | 512              | 256             | 128               | 64        | 32        | 16                | 8               | 4                | 2              | 1          |

І, почергово, долонями, орієнтованими подалі від лічильника:
|                | Ліва рука         | Ліва рука       | Ліва рука        | Ліва рука      | Ліва рука      | Права рука       | Права рука      | Права рука        | Права рука | Права рука |
| Мізинець       | Безіменний палець | Середній палець | Вказівний палець | Великий палець | Великий палець | Вказівний палець | Середній палець | Безіменний палець | Мізинець   |            |
| -------------- | ----------------- | --------------- | ---------------- | -------------- | -------------- | ---------------- | --------------- | ----------------- | ---------- | ---------- |
| Степінь двійки | 29                | 28              | 27               | 26             | 25             | 24               | 23              | 2                 | 21         | 20         |
| Значення       | 512               | 256             | 128              | 64             | 32             | 16               | 8               | 4                 | 2          | 1          |

Значення кожного піднятого пальця складаються разом, щоб прийти до загальної кількості. У версії с однією рукою, всі пальці підняті, таким чином,  '31'  (16 + 8 + 4 + 2 + 1), а всі пальці опускають (кулак) дорівнює 0.У дворучній системи, всі пальці підняті  '+1023'  (512 + 256 + 128 + 64 + 32 + 16 + 8 + 4 + 2 + 1), і два кулака (без пальців, підняті) мають значення 0.
Крім того, кожна рука може представляти незалежне число в діапазоні від 0 до 31; це може бути використано для представлення різних типів парних номерів, наприклад, місяць та  добу,  координати X-Y, або спортивні рахунки (наприклад, для настільного тенісу, або бейсболу).

### Приклади

#### Права рука

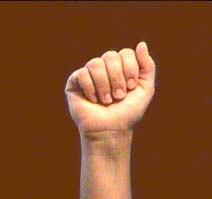
0 = порожня сума
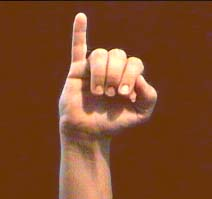
16 = 16
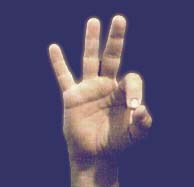
28 = 16 + 8 + 4
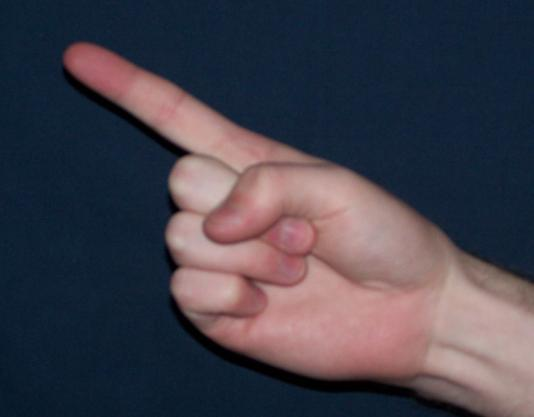
2 = 2
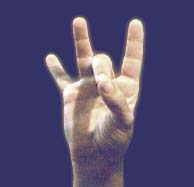
26 = 16 + 8 + 2
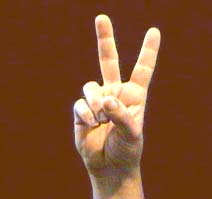
6 = 4 + 2
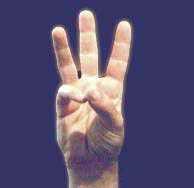
14 = 8 + 4 + 2
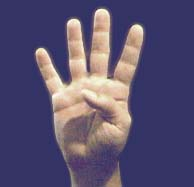
30 = 16 + 8 + 4 + 2
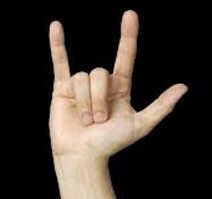
19 = 16 + 2 + 1
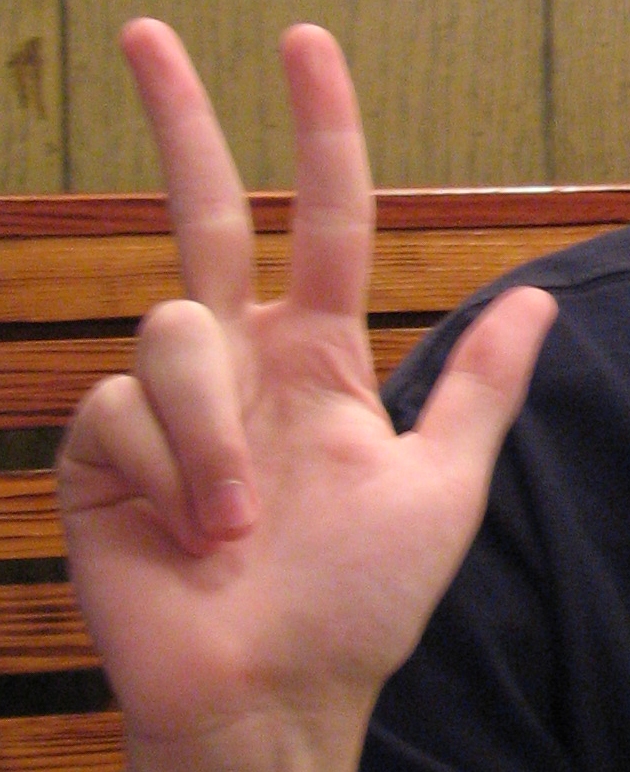
7 = 4 + 2 + 1
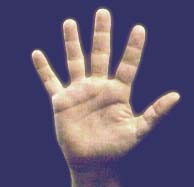
31 = 16 + 8 + 4 + 2 + 1

#### Ліва рука
Коли використовується в додаток правій.

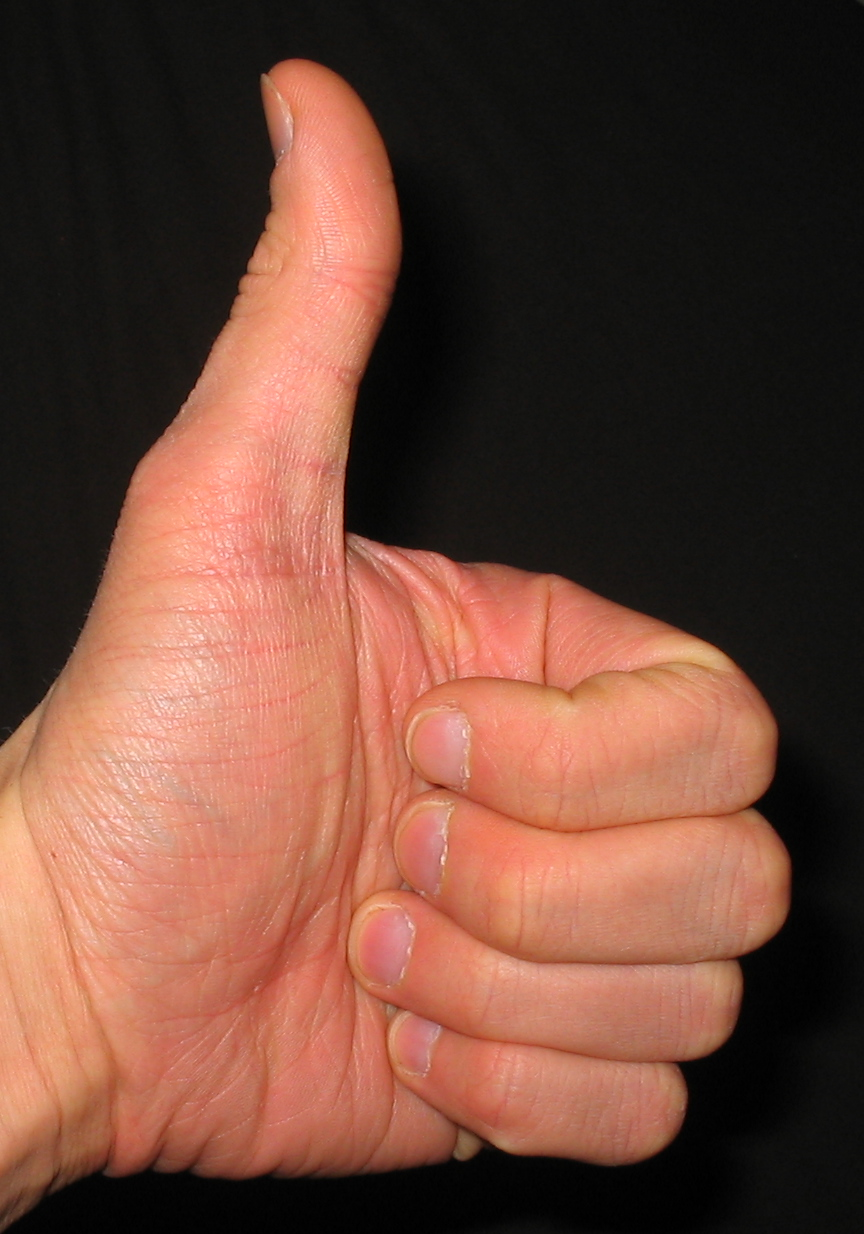
512 = 512
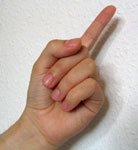
256 = 256
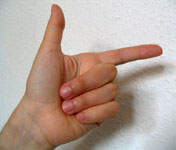
768 = 512 + 256
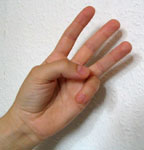
448 = 256 + 128 + 64
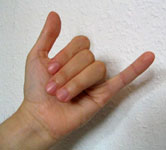
544 = 512 + 32
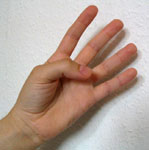
480 = 256 + 128 + 64 + 32
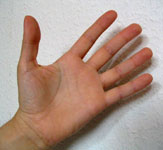
992 = 512 + 256 + 128 + 64 + 32

## Негативні і нецілі числа
Так само, як дробові і негативні числа можуть бути представлені у двійковому вигляді, вони можуть бути представлені у двійковій пальцевій системі.

### Негативні числа
Подання негативних чисел надзвичайно просте, використовуючи крайній лівий палець, як знаковий розряд: піднятий означає, що число негативне, у  представленні чисел зі знаком . Десь між -511 і +511 можна уявити таким чином, за допомогою двох рук. Слід зазначити, що в цій системі може бути представлено, як позитивний, так і негативний нуль,.
Якщо умова була досягнута на долоні вгору/вниз або пальці спрямовані вгору/вниз, представляючи позитивний/негативний, спрощуючи ви могли б підтримувати 2 ^ 10 — 1 і в позитивних і негативних числах (-1023 до +1023, з позитивним і негативним нулем, до сих пір представленого).

### Дроби
Є кілька способів подання дробів у двійковій пальцевій системі.

#### Двійково-раціональні дроби
Дроби можуть бути збережені спочатку у двійковому форматі, кожен палець відповідає за дробовий степінь двійки: {\displaystyle {\tfrac {1}{2^{x}}}}. (Вони відомі як Двійково-раціональні дроби)
Використовуючи тільки ліву руку:
|          | Мізинець | Безіменний палець | Середній палець | Вказівній палець | Великий палець |
| -------- | -------- | ----------------- | --------------- | ---------------- | -------------- |
| Значення | 1/2      | 1/4               | 1/8             | 1/16             | 1/32           |

Використовуючи обидві руки:
| Ліва рука | Ліва рука         | Ліва рука       | Ліва рука        | Ліва рука      | Права рука     | Права рука       | Права рука      | Права рука        | Права рука |
| Мізинець  | Безіменний палець | Середній палець | Вказівний палець | Великий палець | Великий палець | Вказівний палець | Середній палець | Безіменний палець | Мізинець   |
| --------- | ----------------- | --------------- | ---------------- | -------------- | -------------- | ---------------- | --------------- | ----------------- | ---------- |
| 1/2       | 1/4               | 1/8             | 1/16             | 1/32           | 1/64           | 1/128            | 1/256           | 1/512             | 1/1024     |

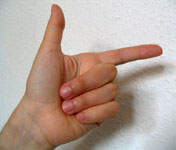
3/4, у дробовій двійковій пальцевій системі

Сумма розраховується шляхом додавання всіх значень таким же чином, як у звичайній (не дробовій) двійковій пальцевій системі, то розділивши на найбільший дробовий степінь, використовуваного (32 для одноручної двійкової пальцевої системи, 1024 для дворучної), і спрощення дробу,якщо необхідно.
Наприклад, з великим і вказівним пальцями підняв з лівого боку, і без пальців, піднятих з правого боку, це (512 + 256) / 1024 = 768/1024 = 3/4. При використанні тільки однієі руки (лівої чи правої), було б (16 + 8) / 32 = 24/32 = 3/4 .
Спрощення процесу саме по собі може бути значно спрощена за допомогою виконання  бітових операцій: всі цифри праворуч від крайнього правого піднятого пальця (тобто всі нулі) відкидаються, а крайній правий піднятий палець розглядається як ті цифри. Цифри підсумовуються з використанням їх у даний час зрушеного значення для визначення чисельника і первісне значення самого правого пальця використовується для визначення знаменника.
Наприклад, якщо великий палець і вказівний палець на лівій руці є єдиними піднятими цифрами, крайній правий піднятий палець (вказівний палець) стає «1». Великий палець, перший по ліву руку, тепер 2 число; вони складаються разом, і стають рівні 3. Початкове значення вказівного пальця (1/4) визначає знаменник: результат дорівнює 3/4.

#### Раціональні числа
Комбіновані  цілі числа і дробові значення (тобто  раціональні числа) можна уявити шляхом установки десяткового розділювача десь між двома пальцями (наприклад, між лівим і правим мізинцями). Всі цифри зліва від десяткового розділювача є цілими числами; ті, що справа, є дробовими.

### Десяткові і звичайні дроби
Двійково-раціональні дроби, описані вище, на жаль, мають обмежене застосування в суспільстві, базованому навколо десяткових цифр. Прості не двійково-раціональні дроби, такі як 1/3 можуть бути апроксимовані у вигляді 341/1024 (0.3330078125), але перетворення між двійково-раціональными та десятковими дробами (0,333), або звичайними дробами (1/3) є складним.
Замість цього, або десяткові або звичайны дроби можуть бути представлена спочатку у двійковій пальцевій системі. Десяткові дроби можуть бути представлені з використанням регулярних цілочисельних бінарних методів і розподілу результату на 10, 100, 1000, або на якусь іншу степінь десять. Числа від 0 до 102,3, 10,23, 1,023 і т. д. можуть бути представлені таким чином, з кроком 0,1, 0,01, 0,001 і т. д.
 Звичайні дроби можуть бути представлені за допомогою однієї руки, щоб представляти чисельник й іншою, щоб представляти знаменник; спектр раціональних чисел може бути представлене в такий спосіб, в межах від 1/31 до 31/1 (а також 0).

## Трійкова пальцева система
Теоретично, можна використовувати інші позиції пальців, щоб представити більш двох станів (0 і 1); наприклад,  Трійкову систему числення (осново системи числення 3) можна використовувати, коли повністю піднятий палець є 2, повністю опущений є 0, наполовину опущений представляє собою 1. Це дало б можливість рахувати до 59,048 (310−1) на двох руках. На практиці, однак, багато людей вважають, що важко тримати всі пальці самостійно (особливо середній і безіменний пальці) більш ніж у двох різних положеннях.

## Дивитися
- Лічба на пальцях методом Пая
- Senary#Finger countingen[en]